# Bukova Gora (Kočevje, Slovenija)
Bukova Gora je naselje u slovenskoj Općini Kočevju. Bukova Gora se nalazi u pokrajini Dolenjskoj i statističkoj regiji Jugoistočnoj Sloveniji. 

## Stanovništvo
Prema popisu stanovništva iz 2002. godine naselje je imalo 0 stanovnika.